# 柳町 (屏東市)

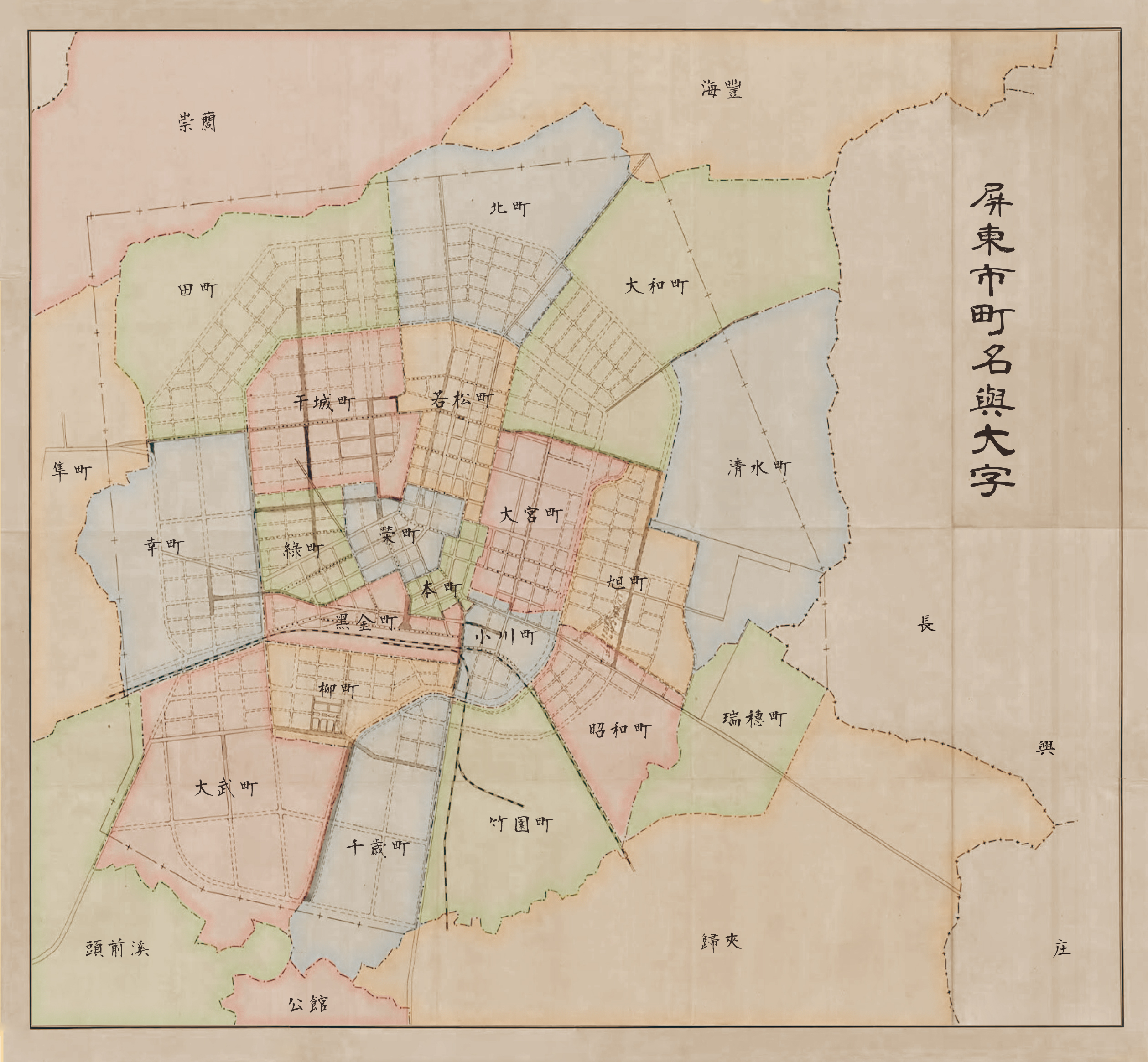
屏東市町名與大字

柳町為屏東市在台灣日治時期的一個行政區，於1939年4月1日設立，為屏東市的21個町之一。柳町的範圍為現今地籍灰磘段，大約為厚生里南側、建國里南側和擇仁里南側。